# Сользе-ле-Потье (кантон)
Сользе́-ле-Потье́ (фр. Saulzais-le-Potier) — кантон во Франции, находится в регионе Центр, департамент Шер. Входит в состав округа Сент-Аман-Монтрон.
Код INSEE кантона — 1827. Всего в кантон Сользе-ле-Потье входят 11 коммун, из них главной коммуной является Сользе-ле-Потье.

## Коммуны кантона
| Коммуна            | Население, чел. (1999) | Почтовый индекс | Код INSEE |
| ------------------ | ---------------------- | --------------- | --------- |
| Аркон              | 286                    | 18200           | 18009     |
| Ведён              | 623                    | 18360           | 18278     |
| Ла-Перш            | 245                    | 18200           | 18178     |
| Ла-Селет           | 181                    | 18360           | 18041     |
| Луа-сюр-Арнон      | 308                    | 18170           | 18130     |
| Сен-Вит            | 136                    | 18360           | 18238     |
| Сен-Жорж-де-Пуазьё | 357                    | 18200           | 18209     |
| Сользе-ле-Потье    | 492                    | 18360           | 18245     |
| Фавердин           | 136                    | 18360           | 18093     |
| Эне-ле-Вьей        | 198                    | 18200           | 18002     |
| Эпинёй-ле-Флёрьель | 414                    | 18360           | 18089     |

## Население
Население кантона на 1999 год составляло 3 376 человек.
| 1962  | 1968  | 1975  | 1982  | 1990  | 1999  | 2006 | 2007 |
| ----- | ----- | ----- | ----- | ----- | ----- | ---- | ---- |
| 4 061 | 4 567 | 3 882 | 3 626 | 3 471 | 3 376 | -    | -    |